# Kozma (Szlovákia)
Kozma (szlovákul Kuzmice kiejtéseⓘ) község Szlovákiában, a Kassai kerület Tőketerebesi járásában.

## Fekvése
Tőketerebestől 14 km-re délnyugatra, a magyar-szlovák határtól 5 km-re, a Ronyva-patak partján terül el. Érinti a Kassa-Csap vasútvonal.

## Története
1270-ben „Kosma” néven említik először. Neve a Kozma személynévből származik. 1327-ben „Kozmay”, 1427-ben „Kozmafalwa” alakban említik. A Kozma és Tolvaj családok birtoka, majd több nemes családé volt. 1715-ben 23 lakatlan és 9 lakott háza volt.
A 18. század végén Vályi András így ír róla: „Magyar, és tót falu Zemplén Várm. földes Ura Kacsándi, és több Uraságok, lakosai elegyesek, fekszik Szilvás Újfaluhoz nem meszsze, Kolhásához is közel, hegyes, völgyes határja három nyomásbéli, gabonát, és árpát terem, erdője kevés, szőleje nints, rét nélkűl szűkölködik, piatza Újhelyen, és Kassán.”
1828-ban 84 házában 624 lakos élt. Fényes Elek 1851-ben kiadott geográfiai szótárában így ír a faluról: „Kozma, Zemplén v. orosz-tót falu, Kolbása mellett: 225 romai, 265 g. kath., 50 ref., 12 zsidó lak., 979 h. szántófölddel. F. u. Kácsándy, Reviczky, Bideskuthy s m.”
1890 és 1900 között sok lakosa kivándorolt. Lakói mezőgazdasággal, szövéssel foglalkoztak.
Borovszky Samu monográfiasorozatának Zemplén vármegyét tárgyaló része szerint: „Kozma, Abauj-Torna vármegye határán fekszik. Tót kisközség. 121 házból áll és 834 lakosa van, kiknek a fele római katholikus, másik fele meg görög katholikus. Van saját postája, távíró- és vasúti állomása. Nevét a Kozma és Damján szentek tiszteletére emelt ősi templomától nyerte. Még 1414-ben Szent-Kozma-Damján a neve. Innen vette nevét a Kozmay család. A XV. század közepe táján Kozmatelek, e század vége felé pedig már Kozmafalva néven szerepel. 1414-ben Nagymihályi Jánost iktatják birtokába. 1443-ban Unghi Albert, 1499-ben Perényi Imre kap itt részeket. 1508-ban Tárczai Jánost, 1546-ban Filpessi Zsófiát, 1548-ban Kozmafalvy Pétert, 8 évvel később Zalay Gáspárt, 1581-ben Koncz Jánost és Fekethe Pétert iktatják némely részeibe. Az 1598-iki összeírás Plágay Ambrust, Suta Jánost, Kozmay Ferenczet és Tamást említi. 1635-ben Bornemisza Mihály s István és Dely István és fiai kapnak itt részbirtokokat. 1774-ben Splényi Gábor, Kácsándy László, Revitzky Imre, Bydeskuthy Mihály, Kolosy Imre, Csehy János, Dókus Zsigmond s a Beőthy családok, valamint a Nyomárkayak, a Wiczmándyak, a Szent-Ivány, Pereszlényi és Urbán családok a földesurai. Most nagyobb birtokosa nincsen. 1663-ban a pestis, 1831-ben és 73-ban a kolera s 1899-ben tűzvész pusztított a községben. Mind róm. kath., mind gör. kath. temploma egészen új. Ide tartoznak Kótaj-tanya, Torkos, Jánospatak, Csókháza és Hegyalja puszták. Ez a két utóbbi ősrégi. Hegyalja-puszta már 1496-ban az újhelyi pálosoké, de a mohácsi vész után gazdátlan lesz s 1548-ban Kozmafalvy Pétert, 1650-ben Bornemisza Mihályt iktatják birtokába. Csókháza a Kozmafalvyak ősi birtoka 1592-ig, a mikor Vékey István lesz az ura. 1650-ben szintén Bornemisza Mihályé. Erről a pusztáról azt tartják, hogy az alapította meg a Kozmay család gazdagságát, minthogy ugyanis az egyik Kozmay leány egy csókjáért kapta.”
1920-ig Zemplén vármegye Gálszécsi járásához tartozott.

## Népessége
| Év:            | 1994. | 2004.    | 2014.   | 2024.   |
| -------------- | ----- | -------- | ------- | ------- |
| Emberek száma: | 1404  | 1651     | 1710    | 1744    |
| Eltérés:       |       | +17,59 % | +3,57 % | +1,98 % |

| Év:            | 2023. | 2024.   |
| -------------- | ----- | ------- |
| Emberek száma: | 1732  | 1744    |
| Eltérés:       |       | +0,69 % |

1880-ban 875 lakosából 74 magyar és 732 szlovák anyanyelvű volt.
1890-ben 902 lakosából 259 magyar, 21 német és 622 szlovák anyanyelvű volt. Ebből 420 római katolikus, 379 görögkatolikus, 75 izraelita, 15 evangélikus és 13 református vallású volt.
1900-ban 834 lakosából 74 magyar, 11 német és 741 szlovák anyanyelvű volt.
1910-ben 915 lakosából 300 magyar, 601 szlovák és 14 egyéb anyanyelvű volt. Ebből 463 római katolikus, 375 görögkatolikus, 51 izraelita és 26 református vallású volt.
1921-ben 958 lakosából 24 magyar, 90 orosz, 814 csehszlovák és 30 állampolgárság nélküli volt.
1930-ban 1063 lakosából 3-3 magyar és német, 1-1 ruszin és zsidó, 996 csehszlovák, 46 egyéb nemzetiségű és 13 állampolgárság nélküli volt. Ebből 509 római katolikus, 397 görögkatolikus, 31 izraelita, 7 evangélikus, 6 református és 8 egyéb vallású volt.
1970-ben 1521 lakosából 4 magyar, 1 ukrán, 1501 szlovák és 15 ismeretlen nemzetiségű volt. Ebből 552 római katolikus, 451 görögkatolikus, 22 izraelita, 17 református, 3 evangélikus és 18 egyéb vallású volt.
1980-ban 1558 lakosából 3 magyar és 1552 szlovák volt.
1991-ben 1505 lakosából 4 magyar és 1463 szlovák volt.
2001-ben 1600 lakosából 6 magyar és 1577 fő szlovák volt.
2011-ben 1692 lakosából 1520 fő szlovák.

## Nevezetességei
- Jézus Legszentebb Szíve tiszteletére szentelt, római katolikus temploma.
- A Nagyboldogasszony tiszteletére szentelt, görögkatolikus temploma 1906-ban épült.